# Quận Henderson, North Carolina
Quận Henderson là một quận nằm ở tiểu bang Bắc Carolina. Quận này thuộc vùng đô thị Asheville. Dân số năm 2008 là 102.367 người. Quận lỵ đóng ở Hendersonville6.

## Địa lý
Theo Cục điều tra dân số Hoa Kỳ, quận có tổng diện tích 375 dặm Anh vuông (971 km²), trong đó, 374 dặm Anh vuông (969 km²) là diện tích đất và 1 dặm Anh vuông (3 km²) trong tổng diện tích (0,28%) là diện tích mặt nước. 

### Các thị trấn
Quận được chia thành 8 xã: Blue Ridge, Clear Creek, Crab Creek, Edneyville, Green River, Hendersonville, Hoopers Creek, và Mills River.

### Các quận giáp ranh
- Quận Buncombe, Bắc Carolina - Bắc
- Quận Haywood, Bắc Carolina - Tây bắc
- Quận Rutherford, Bắc Carolina - Đông bắc
- Quận Polk, Bắc Carolina - Đông
- Quận Greenville, Nam Carolina - Nam
- Quận Transylvania, Bắc Carolina - Tây

### Khu bảo tồn quốc gia
- Blue Ridge Parkway (một phần)
- Carl Sandburg Home National Historic Site
- Pisgah National Forest (một phần)

## Demographics
Theo cuộc điều tra dân số2 of 2008, có 102.367 người, 42.205 hộ, và 28.613 gia đình sinh sống trong quận này. Mật độ dân số là 275,83 người trên mỗi dặm Anh vuông (92/km²). Đã có 42.996 đơn vị nhà ở với một mật độ bình quân là 115 trên mỗi dặm Anh vuông (44/km²). Cơ cấu chủng tộc của dân cư sinh sống tại quận này gồm 94,5% người da trắng, 3,3% người da đen hoặc người Mỹ gốc Phi, 0,4% người thổ dân châu Mỹ, 0,8% người gốc châu Á, và.9% từ hai hay nhiều chủng tộc. 8,7% dân số là người Hispanic hoặc người Latin thuộc bất cứ chủng tộc nào. 
Có 42,205 hộ trong đó có 25,6% có con cái dưới tuổi 18 sống chung với họ, 54,1% là những cặp kết hôn sinh sống với nhau, 9,9% có một chủ hộ là nữ không có chồng sống cùng, và 32,2% là không gia đình. 28,3% trong tất cả các hộ gồm các cá nhân và 22% có người sinh sống một mình và có độ tuổi 65 tuổi hay già hơn. Quy mô trung bình của hộ là 2,33 còn quy mô trung bình của gia đình là 2,78,
Phân bố độ tuổi của cư dân sinh sống trong huyện là 20,80% dưới độ tuổi 18, 6,30% từ 18 đến 24, 25,9% từ 25 đến 44, 26,7% từ 45 đến 64, và 22,5% người có độ tuổi 65 tuổi hay già hơn. Độ tuổi trung bình là 46 tuổi. Cứ mỗi 100 nữ giới thì có 93,80 nam giới. Cứ mỗi 100 nữ giới có độ tuổi 18 và lớn hơn thì, có 90,50 nam giới.
Thu nhập bình quân của một hộ ở quận này là $43.013 and thu nhập bình quân của một gia đình ở quận này là $44.974, Nam giới có thu nhập bình quân $31.845 so với mức thu nhập $23.978 đối với nữ giới. Thu nhập bình quân đầu người của quận là $33.500, Khoảng 6,80% gia đình và 9,70% dân số sống dưới ngưỡng nghèo, bao gồm 14,50% những người có độ tuổi 18 và 8,30% là những người 65 tuổi hoặc già hơn.